# Simone Böhme
Simone Böhme Kristensen (n. 17 august 1991, în Spentrup, Comuna Randers, Regiunea Midtjylland) este o handbalistă din Danemarca care joacă pe postul de extremă dreapta pentru clubul românesc HC Dunărea Brăila și echipa națională a Danemarcei.

## Biografie
Simone Böhme a debutat în prima ligă de handbal din Danemarca pentru Randers HK la vârsta de 17 ani, marcând cinci goluri în partida cu SK Aarhus. Împreună cu Randers HK a disputat de trei ori finala Ligii Daneze de Handbal Femin (Damehåndboldligaen), câștigând titlul în sezonul 2011/2012 după o finală cu Viborg HK și a câștigat Cupa EHF în sezonul 2009/2010. Alături de naționala de junioare, a participat la Campionatul Mondial de Junioare ediția 2008 din Slovacia, unde Danemarca a ocupat locul III, învingând în finala mică Franța cu scorul de 24-21. Din 2012 a evoluat pentru Silkeborg-Voel KFUM iar în 2015 s-a transferat la Viborg HK.
A debutat, pe 28 noiembrie 2014, pentru naționala de senioare a Danemarcei, într-un meci amical împotriva Norvegiei. În ianuarie 2017 a fost transferată la echipa românească CSM București pentru a o suplini pe Cristina Vărzaru, accidentată. În vara lui 2017 s-a transferat la Siófok KC, cu care a câștigat în 2019 Cupa EHF și unde a jucat până în 2022 când s-a transferat la echipa turcească Kastamonu. Împreună cu naționala a participat la Campionatele Mondiale din Germania 2017, unde Danemarca a terminat pe locul VI și Japonia 2019, unde Danemarca a terminat pe locul IX. În decembrie 2021, Böhme a făcut parte din selecționata Danemarcei care a câștigat medalia de bronz la Campionatul Mondial desfășurat în Spania, învingând în finala mică echipa gazdă. După un sezon în Turcia, ea s-a transferat la CSM Târgu Jiu pentru care a evoluat până în decembrie 2023. În decembrie 2023 a fost transferată la echipa daneză Ikast Håndbold pentru a o suplini pe Cecilie Brandt, accidentată. În 2024, Böhme s-a întors în România și a semnat cu Dunărea Brăila.

## Palmares
- Campionatul Mondial:
  -  Medalie de bronz: 2021

- Campionatul Mondial de Junioare:
  -  Medalie de argint: 2008

- Liga Campionilor:
  -  Medalie de bronz (Turneul Final Four): 2017
  - Play-off: 2024
  - Grupe: 2011, 2012, 2023

- Cupa Cupelor:
  - Sfertfinalistă: 2016
  - Optimi de finală: 2012

- Liga Europeană:
  -  Finalistă: 2021

- Cupa EHF:
  -  Câștigătoare: 2010, 2019
  - Semifinalistă: 2020
  - Sfertfinalistă: 2009
  - Turul 3: 2017

- Campionatul Danemarcei:
  -  Câștigătoare: 2012
  -  Medalie de argint: 2010, 2011

- Cupa Danemarcei:
  -  Medalie de bronz: 2016
  - Semifinalistă: 2011

- Campionatul Ungariei:
  -  Medalie de bronz: 2019

- Cupa Ungariei:
  -  Medalie de bronz: 2022

- Campionatul Turciei:
  -  Câștigătoare: 2023

- Supercupa Turciei:
  -  Câștigătoare: 2022

- Liga Națională:
  -  Câștigătoare: 2017

- Cupa României:
  -  Câștigătoare: 2017

- Supercupa României:
  -  Medalie de bronz: 2024
  - Locul 4 (Turneul Final Four): 2023

## Distincții individuale
- Cea mai bună jucătoare din Divizia 1 de Handbal Feminin: 2013;[16]